# Ypthima niveata
Ypthima niveata är en fjärilsart som beskrevs av Butler 1879. Ypthima niveata ingår i släktet Ypthima och familjen praktfjärilar. Inga underarter finns listade i Catalogue of Life.